# Tine Byrckel
Tine Byrckel (født 1960 i Kolding) er cand.phil. i filosofi fra Københavns Universitet og bosat i Frankrig. Hun virker som journalist, oversætter, skribent og psykoanalytiker. Efter mange års virke for dagbladet Information blev hun i 2018 en af de fire bidragsydere til dagbladet Politikens klumme "Matriarkatet".
Tine Byrckel har oversat en række bøger fra fransk, herunder to romaner af Michel Houellebecq.
Tine Byrckel skrev sammen med den polske instruktør Małgorzata Szumowska manuskript til filmen Elles med Juliette Binoche i hovedrollen. Filmen havde premiere på Toronto Film Festival i 2011. Den polske skuespiller, Joanna Kulig, vandt flere polske filmpriser for bedste birolle i 2012 for hendes rolle i Elles, som den prostituerede Alicja. 
Fraværet af et opslag om Françoise Héritier i det brugerredigerede Wikipedia blev af Tine Byrckel betragtet som et argument for at kampen for kvinders ligestilling er et dybt civilisatorisk projekt.